# Червономорська Рив'єра

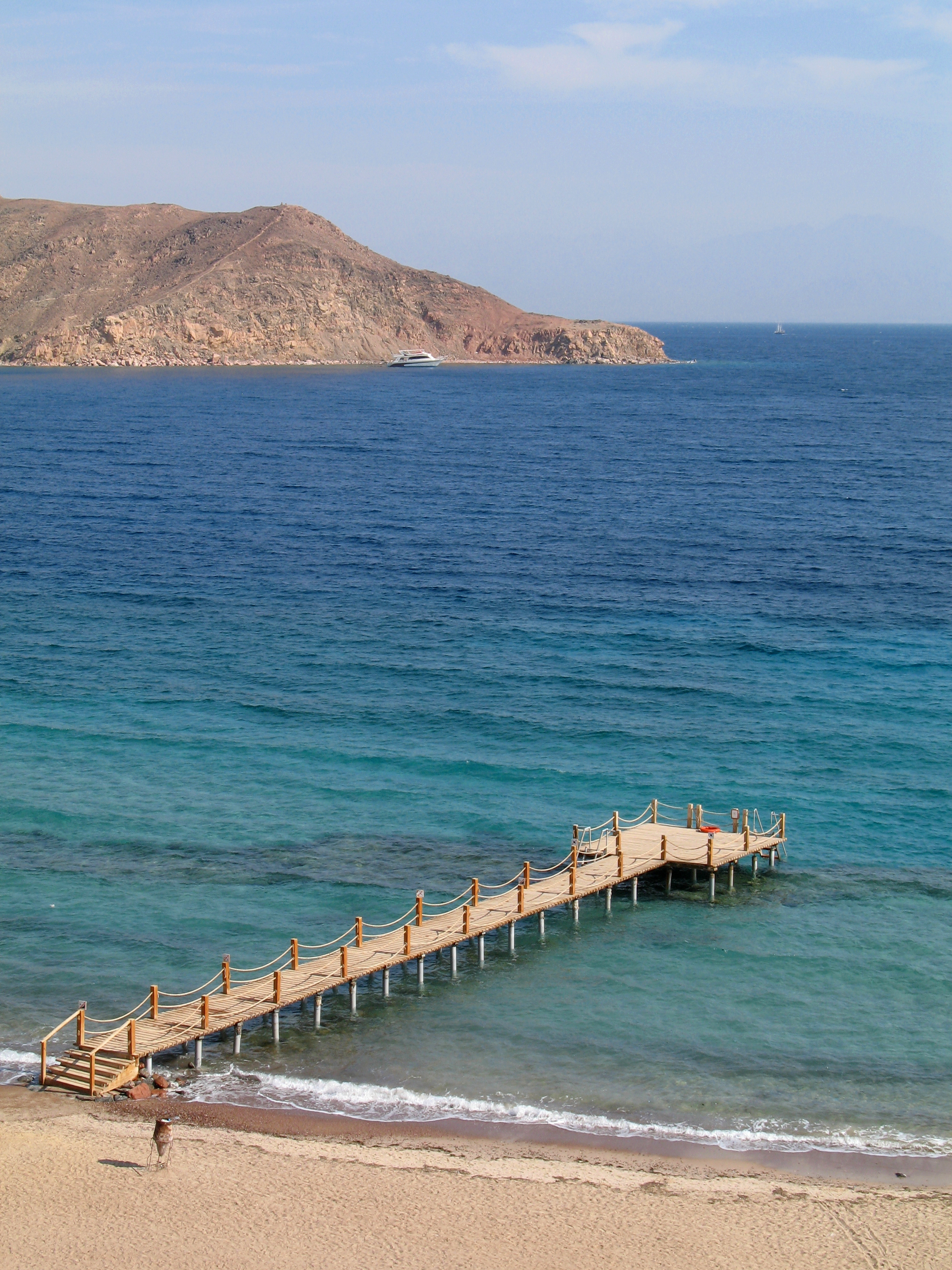
Море, пляж і гори — типовий краєвид Рив'єри

Червономорська Рив'єра (араб. ريفييرا البحر الأحمر — Rifiira Al-Bahr al-Ahmar) — складається з низки курортних міст на західному березі затоки Акаба і уздовж східного узбережжя материкового Єгипту на південь від Суецької затоки. Цей відрізок берегової лінії, називається Рив'єра Червоного моря. Більшість Рив'єри Червоного моря є національним парком, або заказником.

## Міста та туристичні осередки
Міста перераховані з півночі на південь: На Синайському півострові:
- Таба — невелике бедуїнське місто, приблизно за 8 км від ізраїльської Ейлат і 15 км від йорданської Акаба, на південь від селища знаходиться курорт Taba Heights з морським причалом і острів Фараона. На півночі розташовано аеропорт.
- Нувейба
- Дагаб
- Шарм-ель-Шейх

Східне єгипетське узбережжя:
- Айн Сухна
- Гамша Бей — ексклюзивне приватне готельне містечко.
- Ель-Гуна — штучно створене приватне містечко класу люкс (близько 20 готелів), що складається з кількох островів, розділених штучними каналами та з'єднаних мостами.
- Хургада- один з найбільших туристичних центрів міжнародного значення в Єгипті. В околицях Хургади є близько 45 коралових рифів. У місті є аеропорт Хургади.
- Сахл Хашиш- ексклюзивне приватне готельне містечко, недалеко від Хургади.
- Серреніа- сучасне, ексклюзивне приватне готельне містечко з приблизно 1200 місць, зі штучними островами та футуристичною архітектурою.
- Макаді Бей- готельний курорт, що розкинувся на величезній території вздовж затоки з численними кораловими рифами.
- Сома Бей- рекреаційно-спортивний центр з кораловими рифами і можливістю вітрильного спорту, віндсерфінгу та кайтсерфінгу.
- Сафага- готельний центр і невеликий порт. Навколо є численні місця для дайвінгу на рифах і уламках. Найбільші острови в цьому районі — острів Сафага і острів Тобія. Поруч знаходиться кораловий заповідник Шарм-ель-Наджа, де корали вже на глибині 1,5 м.
- Kalawy Bay — сучасний готельний комплекс між затокою і Східною пустелею.
- Аль-Кусейр — кілька готельних комплексів з власними пляжами і кораловими рифами, в районі знаходився історичний стародавній порт Міос Хормос.
- Аль-Кахіра
- Порт Галіб- сучасний комплекс відпочинку, інтегрований з природою, що охоплює спорт, розваги та відпочинок з 23 готелями.
- Марса-Алам — в районі є 10 готелів на 3000 ліжок, місце для занурення в Абу-Дабаб-Дугонг і національний парк Ваді Джімал.
- Гамата- курорт, є також екологічний комплекс.
- Береніс (Береніка)  — історичне місто на мисі Рас-Банас, одному з найбільших скельних голок у Північній Африці та на Близькому Сході, а також на острові Мукава.
- Бір-Шалатін — місто, розташоване на краю Халаїбського трикутника (тобто спірній території між Єгиптом і Суданом).

## Галерея

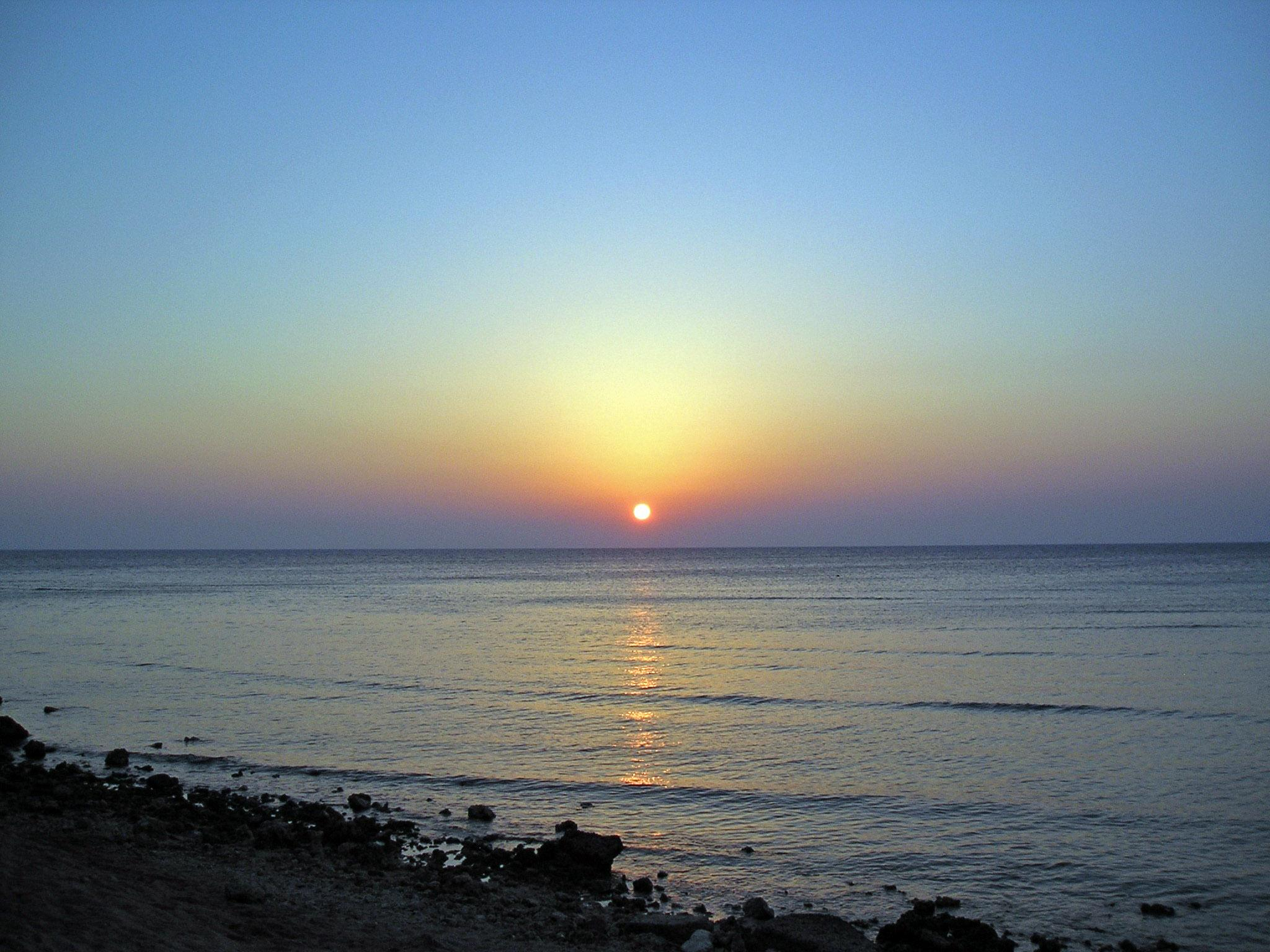
Схід сонця над Червоним морем
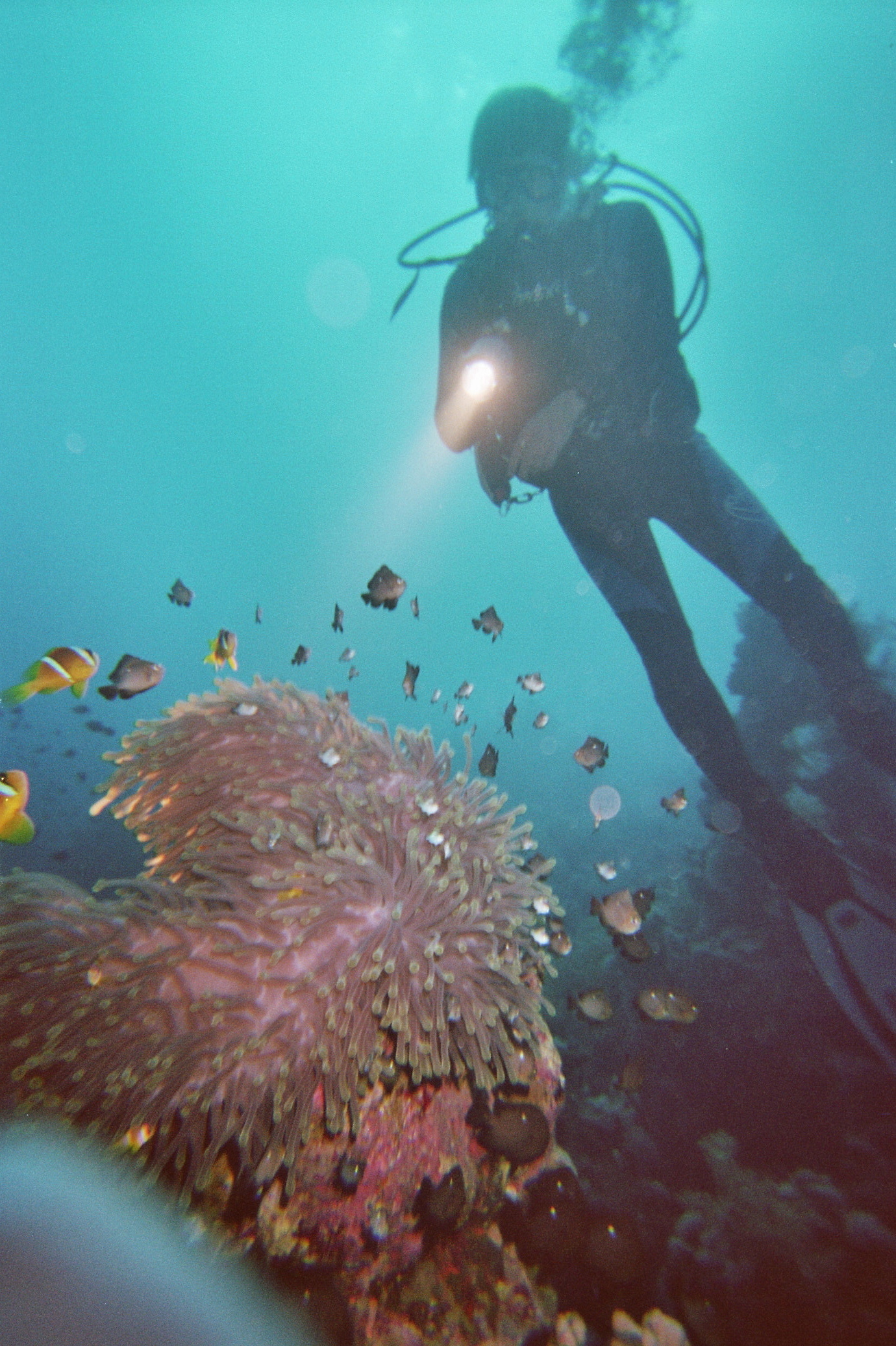
Кораловий риф
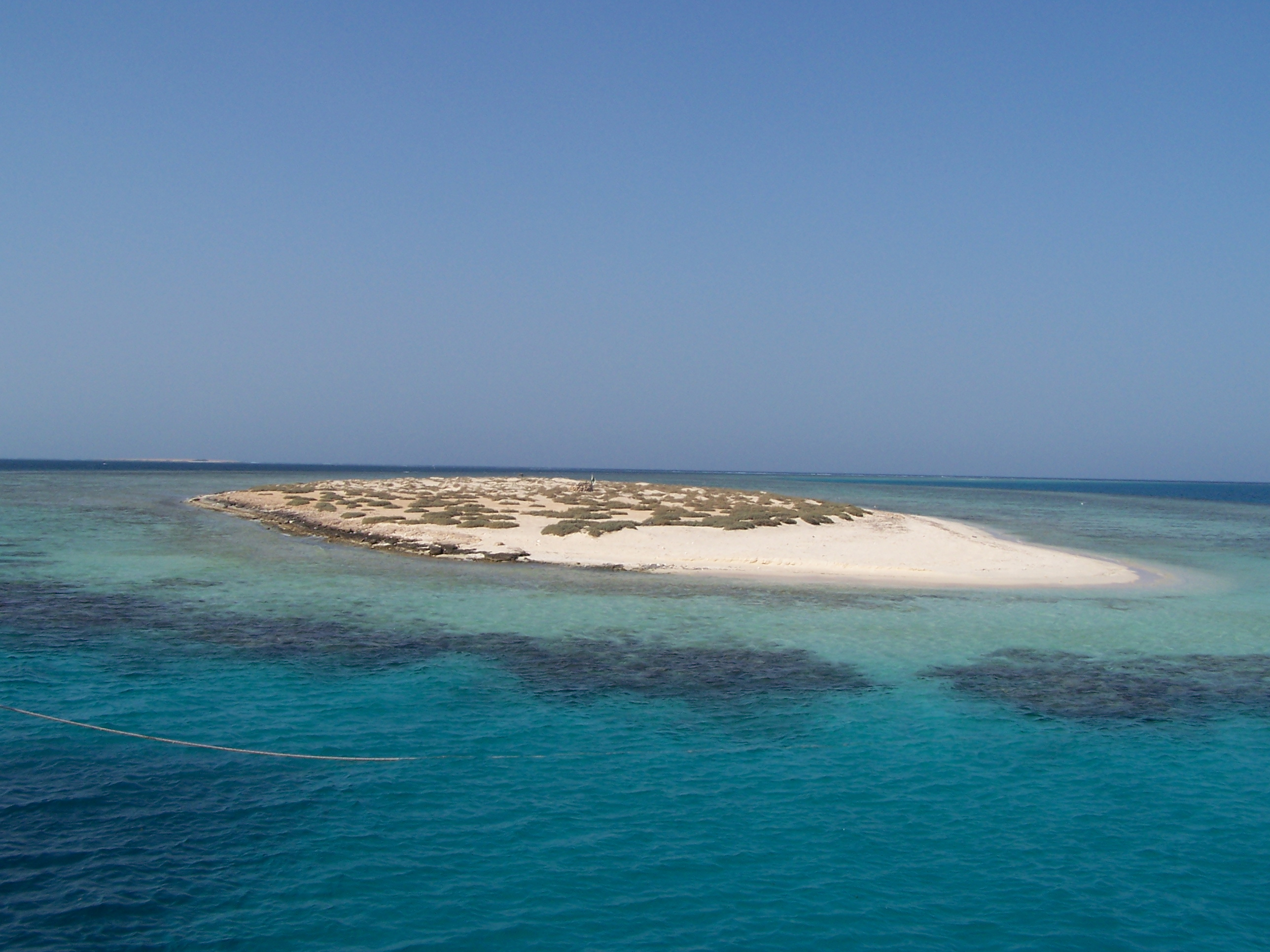
Безлюдний острів з незайманих коралових рифах у Червоному морі
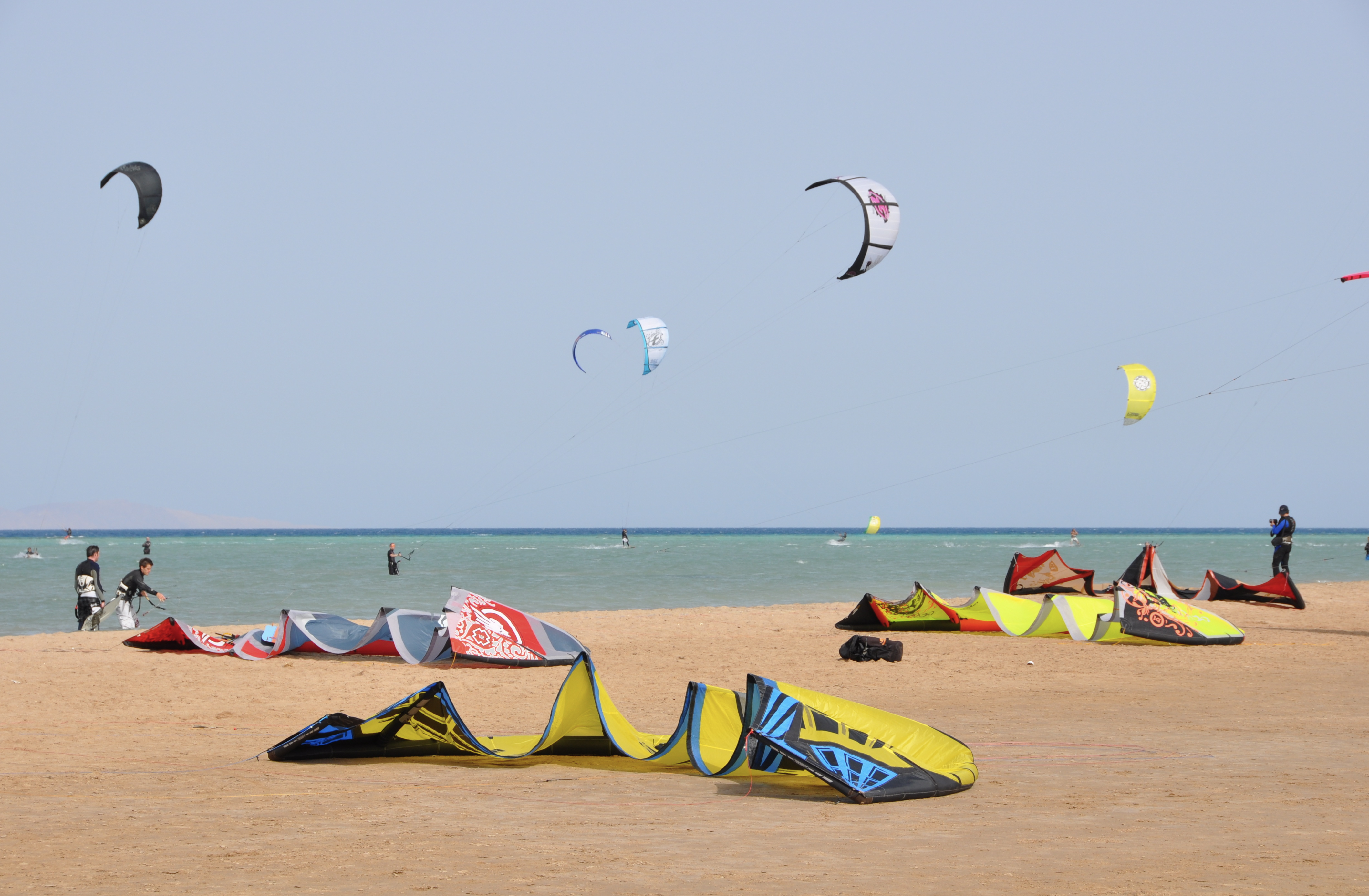
Активний відпочинок на Рив'єрі
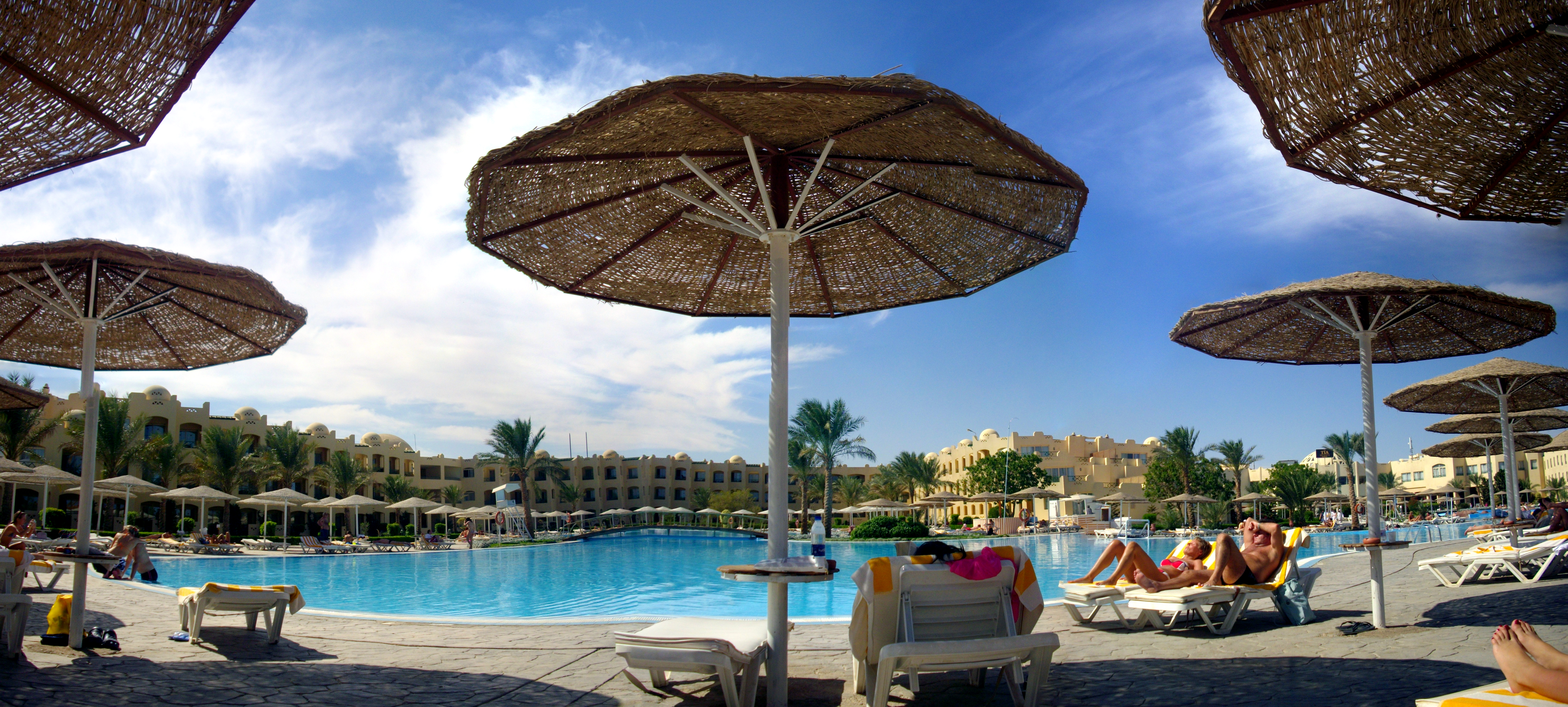
Один із сотень комплексів відпочинку єгипетської Рив'єри
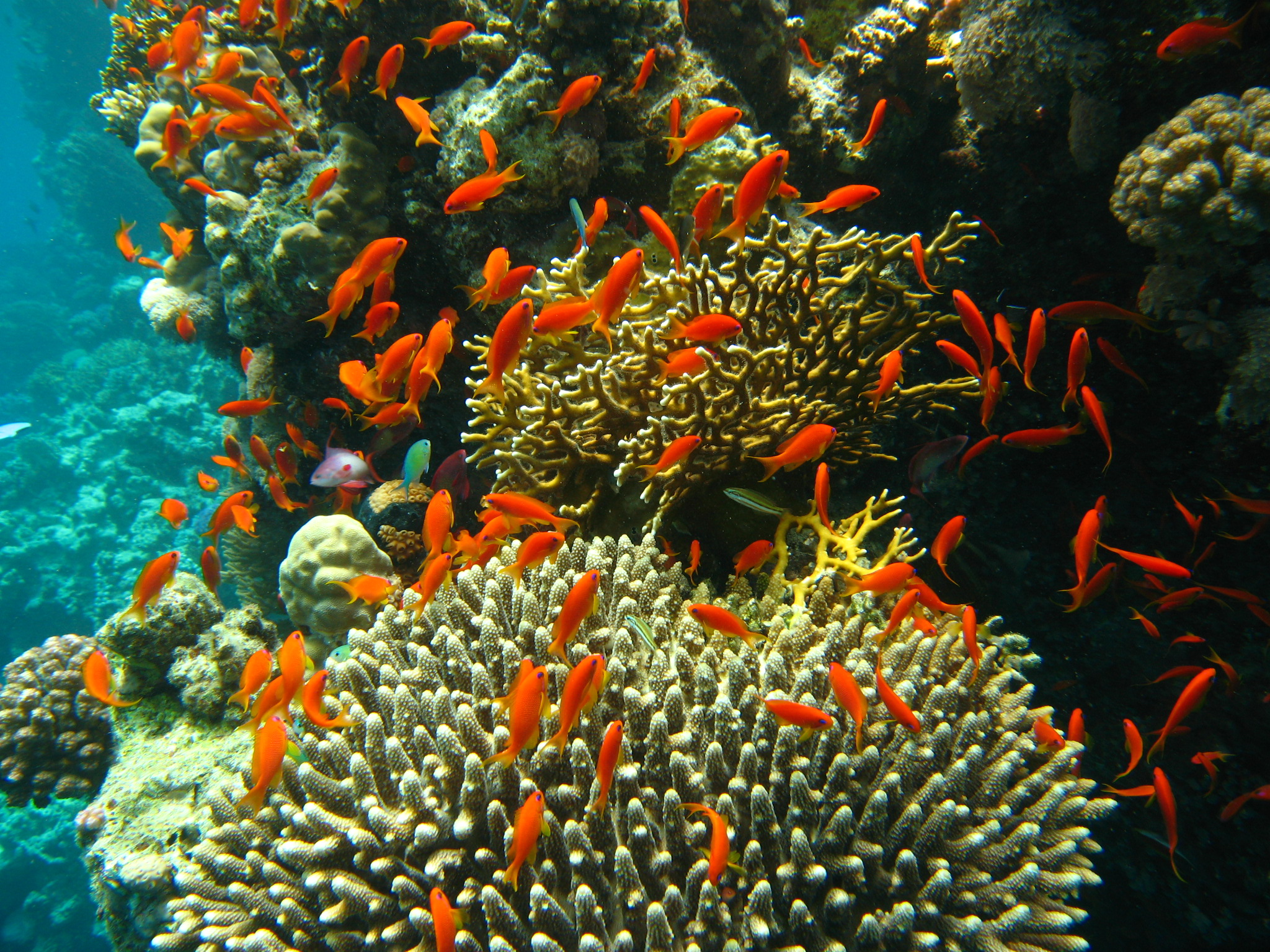
Флора та фауна
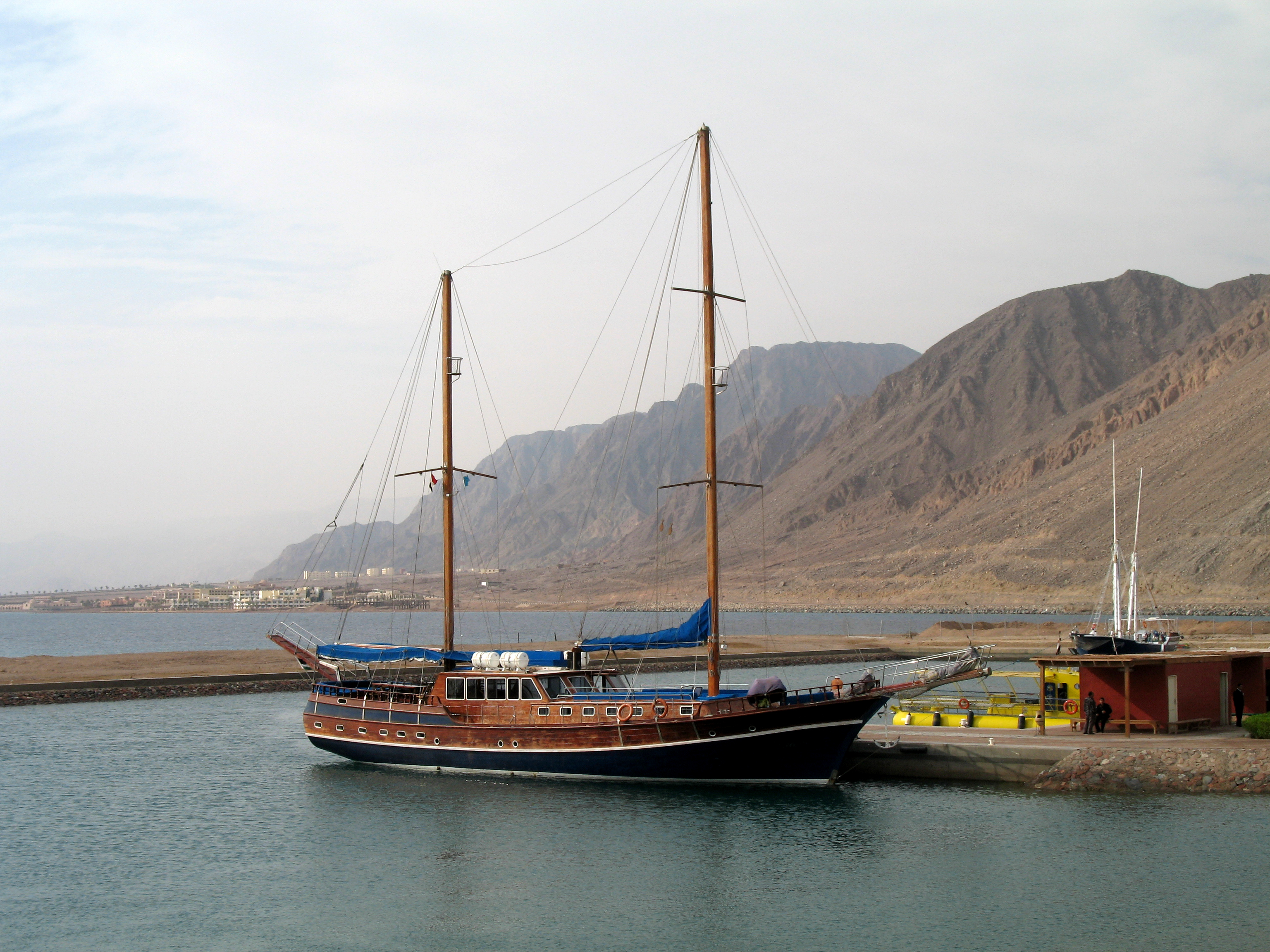
Одна з можливостей транспортного сполучення між курортами